# Большевик (картина)
«Большеви́к» — картина советского художника Бориса Кустодиева, написанная в 1920 году.
На картине изображена гигантская, возвышающаяся над городом с заполненными толпой улицами фигура человека, держащего в руках развевающийся красный флаг и шагающего меж дворцов и домов к церкви, ставшей преградой на его пути в «светлое будущее». Работа была написана Кустодиевым в качестве осмысления им причин и последствий Октябрьской революции 1917 года, в результате которой к власти пришли большевики. Желая выразить «чувство стихийного в большевизме», художник прибег к несвойственной его творчеству аллегории, написав большевика как нового бога из «коммунистического рая». Ввиду этого Кустодиев побоялся отправлять картину на выставку, считая, что её сочтут провокацией по отношению к советской власти. Однако вскоре данная работа стала рассматриваться критиками как классика советского изобразительного искусства первых послереволюционных лет, решённая в наивно-символической манере. В настоящее время картина находится в коллекции Государственной Третьяковской галереи в Москве.

## Контекст

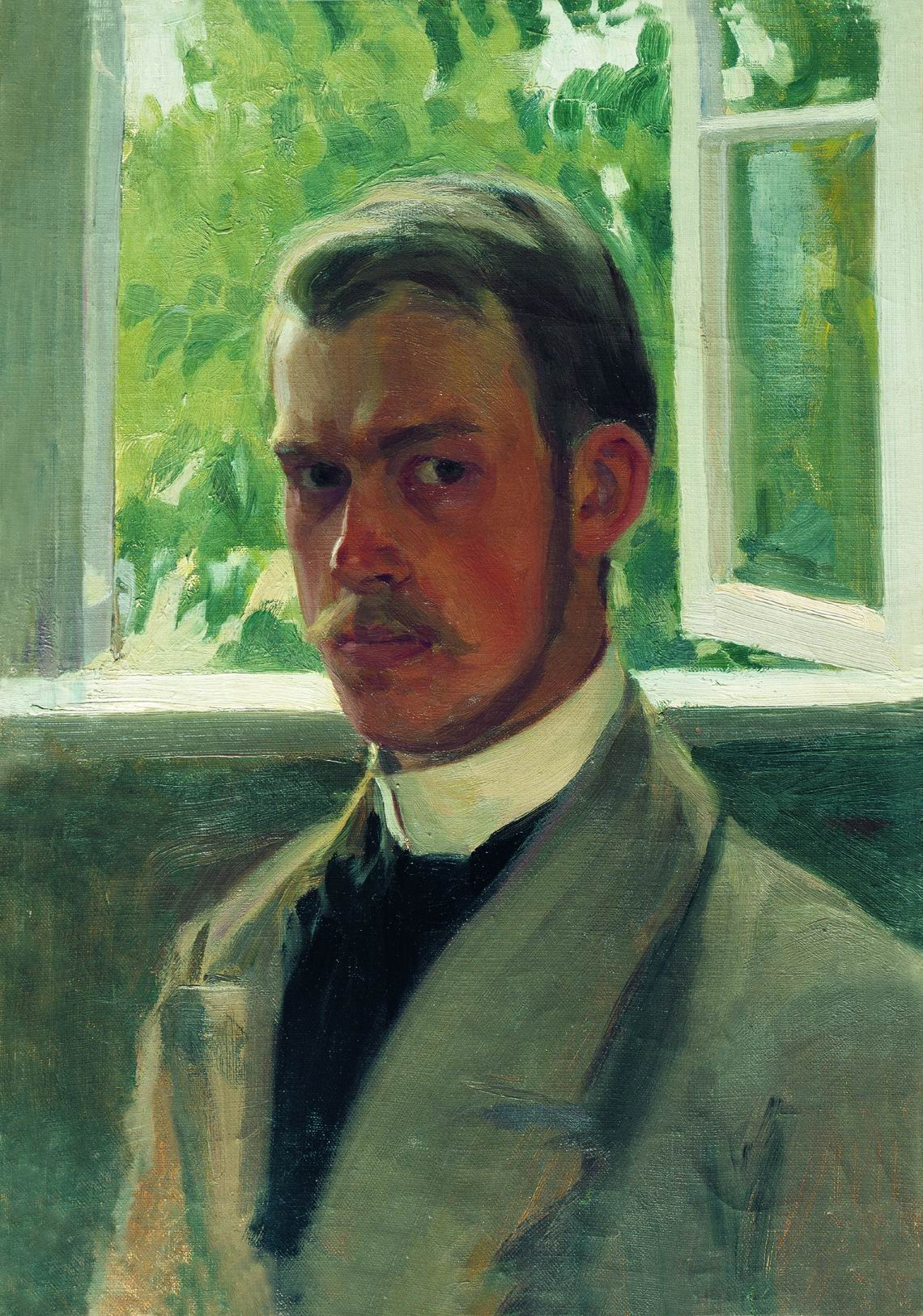
«Автопортрет у окна»

Будучи оригинальным бытописателем купеческой жизни, идеализировавшим этот мир, впоследствии Кустодиев обратился к революционной тематике. Последние 15 лет своей жизни он был частично парализован по причине опухоли спинного мозга, которой заболел ещё в 1915 году. Будучи практически прикованным к инвалидной коляске, события Февральской революции 1917 года Кустодиев наблюдал только из квартиры. В письме Василию Лужскому от 6 марта 1917 года Кустодиев, находившийся под впечатлением от революционных событий, из которых он «видел, только то, что у меня на площади под окнами», поздравил его «с великой радостью»:
Как будто всё во сне и так же, как во сне, или, лучше, в старинной „феерии“, всё провалилось куда-то старое, вчерашнее, на что боялись смотреть, оказалось не только не страшным, а просто испарилось „яко дым“!!! Как-то теперь всё это войдёт в берега и как-то будет там, на войне. Хочется верить, что все будет хорошо и там. Ведь это дело показало, что много силы в нашем народе и на многое он способен, надо только его до предела довести. […] Здесь всё ещё кипит, всё ещё улицы полны народом, хотя порядок образцовый. Никогда так не сетовал на свою жизнь, которая не позволяет мне выйти на улицу — ведь „такой“ улицы надо столетиями дожидаться!

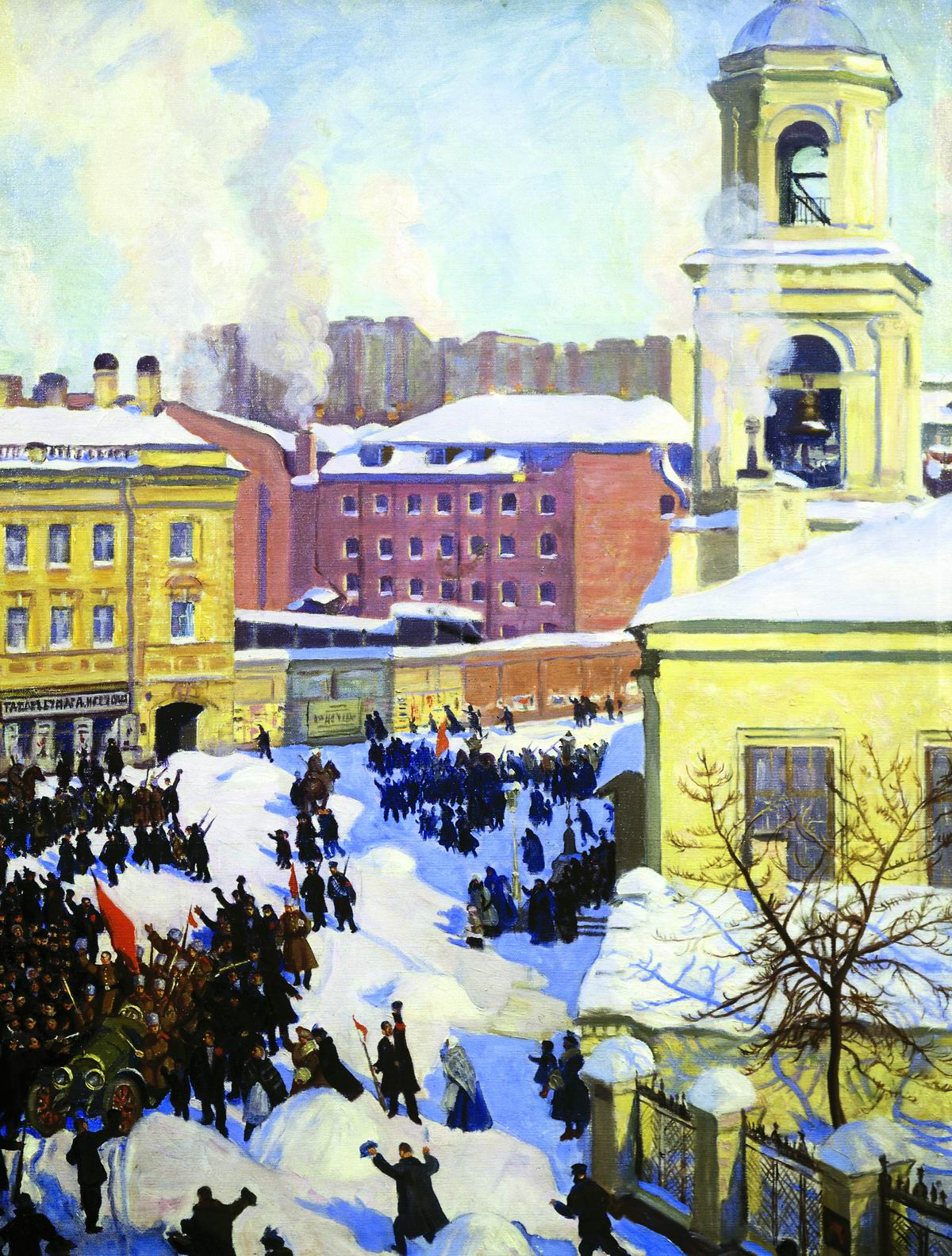
«27 февраля 1917 года»

По свежим воспоминаниям об увиденном, в 1917 году, по ранее созданному этюду, Кустодиев написал картину «27 февраля 1917 года» (90 × 72 см; холст, масло; Государственная Третьяковская галерея). Дочь художника, Ирина, впоследствии рассказывала:
Помню морозный день, дымы из труб тянулись прямо к небу. Из большого окна мастерской на Введенской видна была заснеженная улица. Сугробы с синими тенями. Зимнее солнце озаряло толпы народа с красными флагами. Прямо у нашего дома остановился грузовик с солдатами. У многих на винтовках — алые флажки. Отец попросил меня придвинуть к окну колясочку, к которой его уже не первый год приковал тяжкий недуг. […] Итак, я подкатила коляску. Подставила мольберт. В мастерской была тишина, а за окном кипела жизнь. Кто-то кричал. Бурлила толпа. Но звуки не проникали в студию. Отец писал около трех часов. Пока не ушло солнце. Когда я увидела его глаза, они были влажны. Подумав, что у него начались боли, я принесла лекарство. — Ирочка, ты не понимаешь, что это за счастье, что у нас в Петербурге я вижу красные флаги свободы!
Именно этот день стал апофеозом февральской революции, закончившейся созданием Временного правительства. По оценкам критиков, разлив народной стихии, выраженный в ликующих солдатах с красными флагами, озарёнными яркими и светлыми красками, свидетельствует о том, что Кустодиев искренне приветствовал революцию.
Несмотря на отречение Николая II, упразднение самодержавия, смену в рядах полиции, жандармерии, губернаторов, аграрная реформа была отложена, а войска продолжили вести боевые действия, хотя революция во многом была вызвана Первой мировой войной. Положительные перемены в жизни страны, которых так ждал Кустодиев, не начались: война, как и террор, не закончилась — они несли с собой нищету, голод и общественный раскол. Новое Временное правительство, пользовавшееся поддержкой старого чиновничьего аппарата, не обладало реальной властью, а Совет рабочих и солдатских депутатов, поддержанный армейскими массами, в свою очередь не обладал законной властью; сложившееся «двоевластие» разрешилось Октябрьской революцией 1917 года — низложением Временного правительства и приходом к власти большевиков. Началась гражданская война, ставшая тяжёлым испытанием для Кустодиева: многие его друзья уехали из страны, а семье с трудом удавалось сводить концы с концами. Несмотря на нужду и частью неприятные перемены в его жизни, Кустодиев, как и большинство русских художников, встал на сторону революции, не считая её отрицательным событием для страны. Понимая всю тяжесть своей болезни, он часто говорил своим детям, Ирине и Кириллу: «Счастливые вы, доживете и увидите всю красоту предстоящей жизни». С первых послереволюционных лет Кустодиев активно включился в творческую работу для новой, советской власти: участвовал в праздничном оформлении Петрограда к 1-й годовщине Октября, оформлял книги о Ленине, написал четыре ленинских портрета, принял участие в разработке «будёновки», создавал плакаты, лубки, панно и полотна, прославляющие революцию и изображающие революционную Россию в радужных тонах. Так он стал одним из зачинателей нового художественного направления — соцреализма.

## Создание
Спустя три года после Октябрьской революции Кустодиев подошёл к синтезу и осмыслению всего происшедшего; плодом его раздумий стала картина «Большевик», написанная в 1919—1920 годах. Кустодиев понимал революцию как народный бунт, стихийный и гигантский по своему размаху. В письме к Лужскому от 29 апреля 1918 года Кустодиев поделился своими чувствами: «всюду дерутся, кто-то кого-то побеждает, накладывает один на другого контрибуции или в тюрьму сажает. […] Нашу соседку помещицу только что посадили в тюрьму и требуют 10 000 р. выкупа! […] Вот во что выродились наши долгожданные свободы. Вспоминаю наши вечера у Вас в начале войны, когда все так горячо принималось и все были полны надежд на будущее, как все это оказалось не таким, как ждали и хотели». Приведя в пример газетное сообщение о гибели в Харькове при представлении «Грозы» их общей знакомой актрисы Полевицкой, но не слишком веря этим слухам, Кустодиев заметил, что «правда, мы так привыкли ко всяческим не только трагическим случаям, но и сверхтрагическим, особенно в наше милое время пролетарско-крестьянско-коммунистического рая… Но все-таки известия такого рода о близких людях особенно больны». По замечанию литературоведа Юрия Карякина, именно «вот эта боль и взорвалась в „Большевике“», боязнь Кустодиева за дом и за семью.

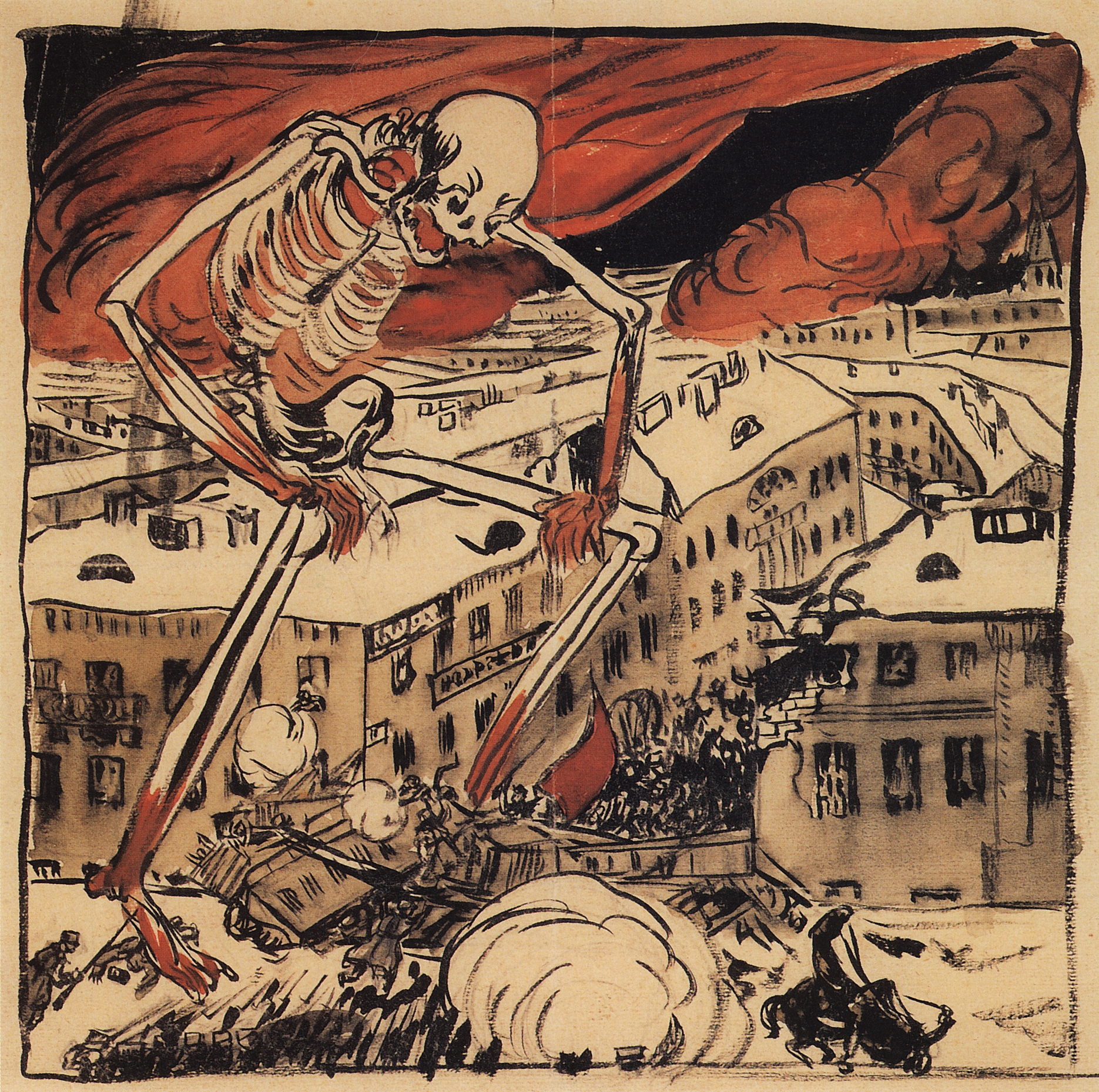
«Вступление» (первый вариант)

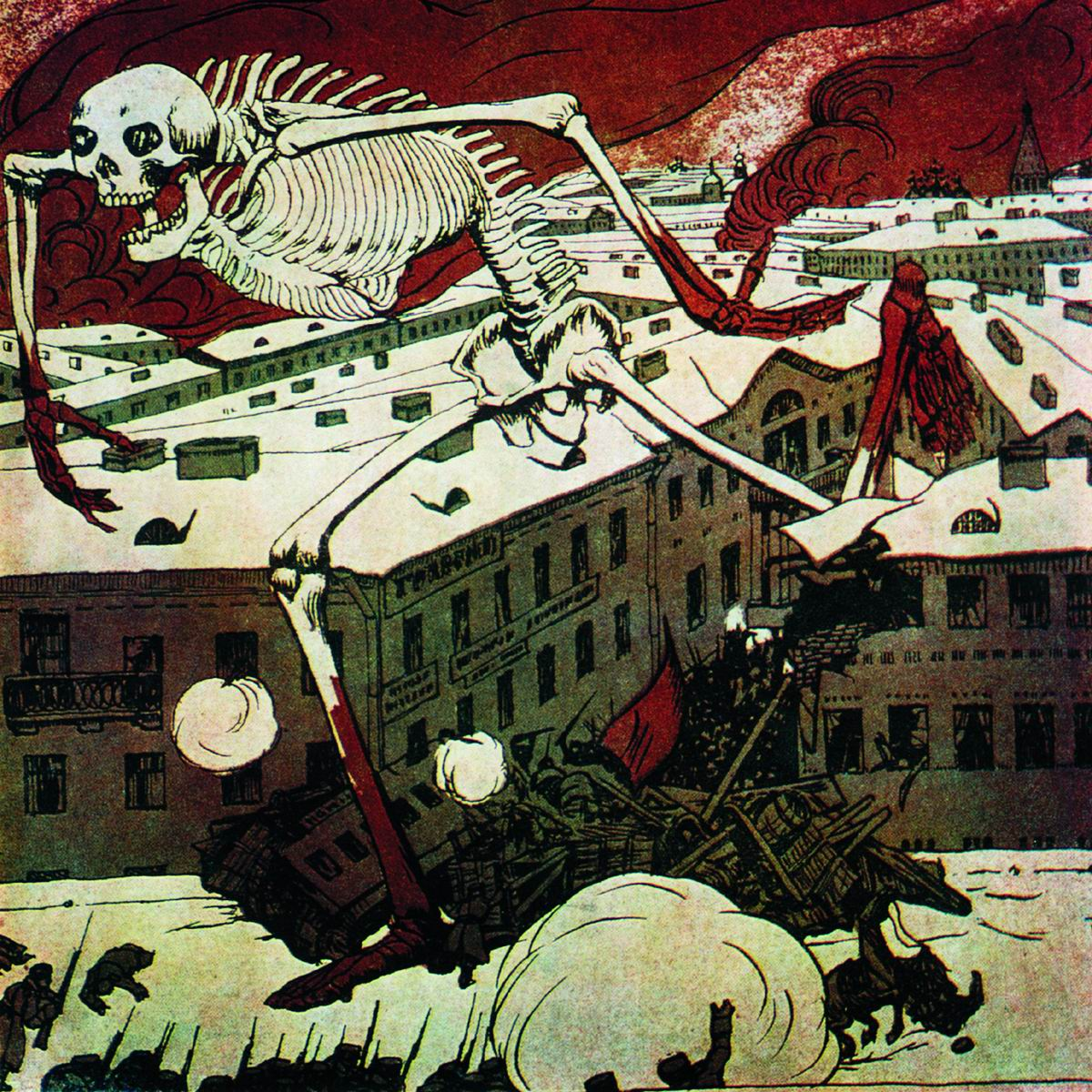
«Вступление» (второй вариант)

В беседе с Всеволодом Воиновым художник говорил, что в то время его неудержимо «привлекала к себе мысль выразить в большой картине чувство стихийного в большевизме». Как отметил историк культуры Михаил Лифшиц, «большевик для художника — это человек, выражающий волю большинства. Большевик неотделим от народа, он часть его, он силён величием идей, владеющих умами всех». В поиске образа героя своего нового полотна, нового хозяина Руси, Кустодиев обратился к русскому героическому эпосу, чуть ли не впервые в своём творчестве прибегнув к аллегории — наглядному средству выражения народной, общественной трактовки революции. Сюжет «Большевика» образно восходит и является своего рода повторением другой знаменитой работы Кустодиева, антимонархической карикатуры под названием «Вступление. 1905 год. Москва», исполненной им в двух вариантах в 1905 году для журнала «Жупел» (26 × 26 см; бумага, тушь, акварель; Государственная Третьяковская галерея). С помощью не свойственной художнику аллегории он изобразил кровавое и жестокое подавление мятежа на Пресне во время декабрьского восстания 1905 года в Москве: солдаты стреляют в демонстрантов с красными флагами, рушатся дома, пылают пожары, гибнут люди, и над всем этим царит Смерть — огромный окровавленный скелет, ростом выше домов, с диким воем врывающийся на городские улицы. В работе над картиной Кустодиев использовал и предварительные наброски к «Большевику», созданные ещё в 1919 году. По свидетельству Воинова, в кустодиевском альбоме был проект картины, в котором по концепции «старых мастеров» соединялись «раскрытые интерьеры и улица».

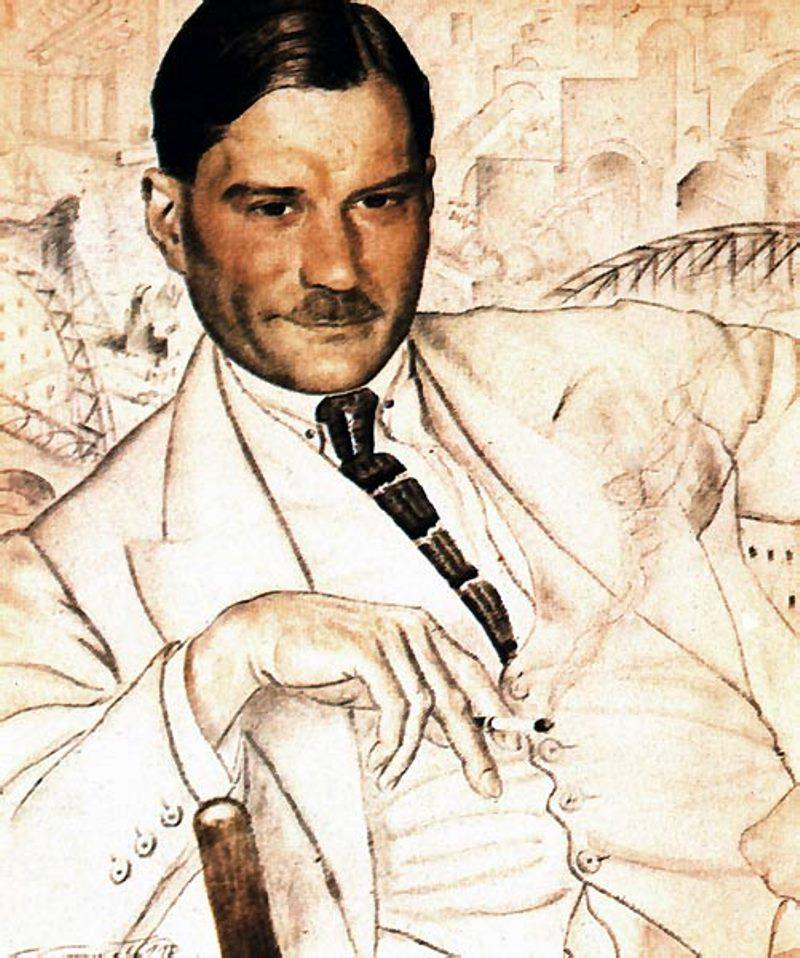
Портрет Замятина, Кустодиев

Создание полотна в кольце блокады, нужды и холода стало для художника настоящим подвигом. Воинов, впервые увидевший «Большевика» в мастерской Кустодиева, записал 3 декабря в своём дневнике за 1921 год, что «картина производит огромное впечатление», и в ней, «по-моему, есть глубокое чувство художника к переживаемым им событиям, чисто чувственное, интуитивное». Тогда же, зимой, «Большевика» увидел писатель Евгений Замятин, верный друг Кустодиева, приехавший к нему в мастерскую на позирование для своего портрета. Поначалу он был влюблён в революцию как в «свободную, огнеглазую любовницу», но после победы большевиков стал различать в цензуре печати «жандармскую коросту», а в арестах «советской полицией» инакомыслящих — «знакомый дух охранки». Дважды, в 1919 и 1922 годах, Замятин арестовывался за антисоветскую деятельность и чуть не был выслан из Советской России на «философском пароходе», во многом из-за своей публицистики, а также романа-антиутопии «Мы», ставившего знак вопроса над большевистским «светлым будущим», Как пишет биограф Кустодиева Аркадий Кудря, Замятин, к тому времени сформировавший свое отношение к власти, «надо полагать, по достоинству оценил» «Большевика».

## Композиция
Картина размерами 101 × 141 см написана маслом на холсте. Слева внизу подпись: «Б. Кустодиевъ/1920».

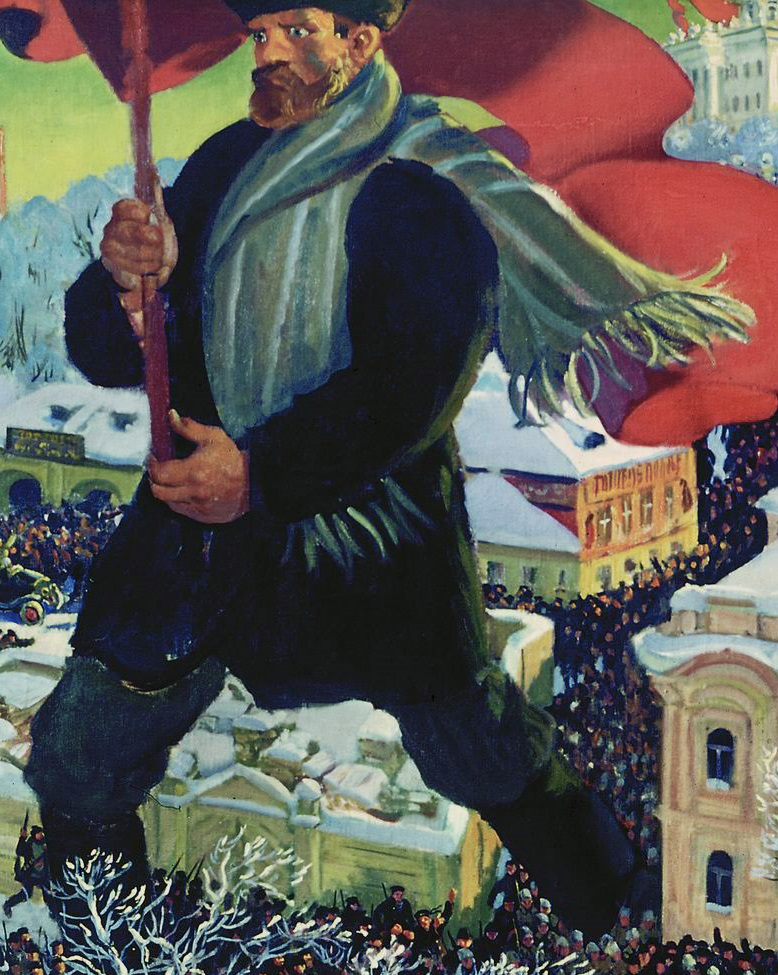
«Большевик», фрагмент

Символическая, гротескная фигура могучего мужика огромного, исполинского роста возвышается с развевающимся красным стягом в руках над городом и народом. Образ его не лишён черт повседневности и решён в конкретно-бытовом плане, наивно и прямолинейно: простое русское бородатое лицо, неопрятная одежда, зимняя рабочая куртка-ватник и сапоги, шапка-ушанка и развевающийся серый шарф. Неукротимый, энергичный, волевой и мужественный, несоразмерный всему окружению большевик, как эдакий Илья Муромец, размашисто шагает меж дворцов, домов и звёздных глав церквей. В этом богатыре как персонификации Октябрьской революции виден сам Иван из поэмы «150 000 000» Владимира Маяковского: «Россия вся единый Иван,/и рука у него — Нева,/а пятки — каспийские степи…»; здесь поэт перевоплотился в своего героя, который как в стихотворении Марины Цветаевой: «Превыше крестов и труб,/Крещенный в огне и дыме,/Архангел-тяжелоступ…». Большевик ступает через толпу людишек-муравьёв как Гулливер среди лилипутов, он своего рода «Гулливер революции». Вооружённые демонстранты выглядят довольно обыденно: солдаты в серых шинелях и папахах, матросы в бескозырках, несколько всадников, в том числе окружившие подъехавший автомобиль. Толпа движется по городу, по Москве — к Кремлю от горы с домами, на которой заметно здание Румянцевского музея (позже Библиотека им. В. И. Ленина). Большевик будто произрастает из коллективного человеческого тела, гущи народа, из бесчисленных и безликих, тёмных масс миллионов людей, заполнивших до отказа тесные улицы и переулки, по которым они бегут толпой, текут потоком вслед за вожаком в светлое будущее.

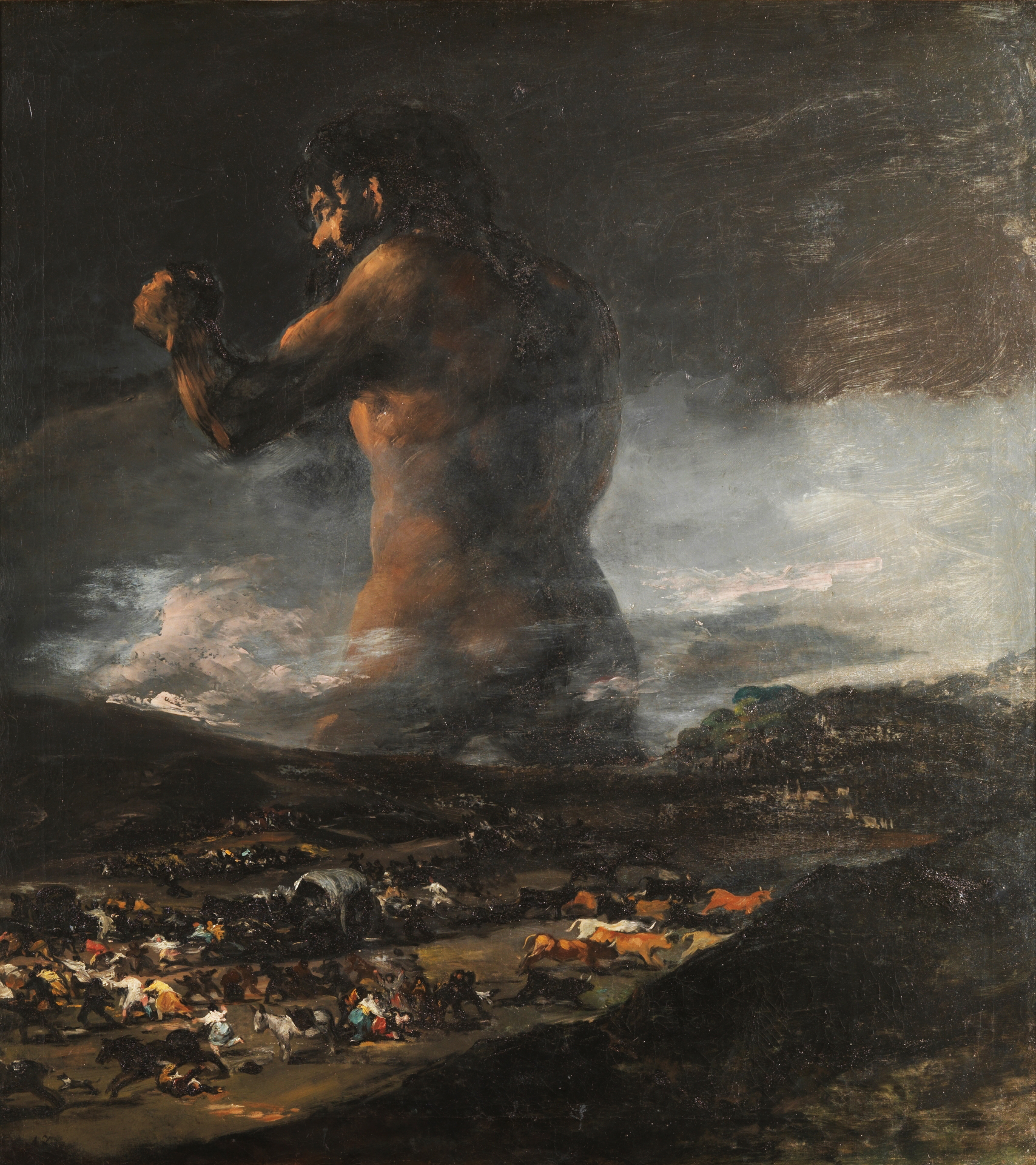
«Колосс», Гойя

Городской люд осенён огромным, грандиозно развевающимся кроваво-красным полотнищем стяга, которое, как пылающее пламя революционного пожара, окутало всё городское пространство и змееподобно закрыло все небо, теряясь за линией горизонта и распростёршись по всему верхнему краю картины как «новые небеса» (Книга пророка Исаии, 66:22). Стиснув зубы, большевик крепко сжимает могучими своими руками древко знамени. Голова большевика выходит за верхний край полотна, она будто касается небес и обрамлена складками знамени; зритель может увидеть в нём «Ангела сильного […] облачённого облаком; над головой его была радуга», и «ноги его как столпы огненные» (Откровение Иоанна Богослова, 10:1). Большевик та сила, которая поворотила Россию; делом рук своих, знаменем, он попирает собой всё вокруг, что там церкви — большевик выше самого бога; он Колосс, охвативший космос, «витрувианский человек», маячащий в облаках как грядущий идеал. Писатель Аркадий Кудря отмечал, что воплощённый в разгневанном человеке зрительный образ большевика переполнен яростью, что, по замечанию филолога Юрия Степанова, является выражением ужаса, коллективного бессознательного, и берёт исток в картине Франсиско Гойи «Колосс», написанной им около 1808 года, на которой страшный великан с силой поднимается из моря над толпой в ужасе разбегающихся людей. Степанов также рассказывал о бытовании среди старых москвичей одной легенды, согласно которой Фёдор Шаляпин во время написания Кустодиевым его портрета увидел у него дома эту картину с фигурой огромного большевика и, содрогнувшись, сказал: «Ну, пора уезжать?». 

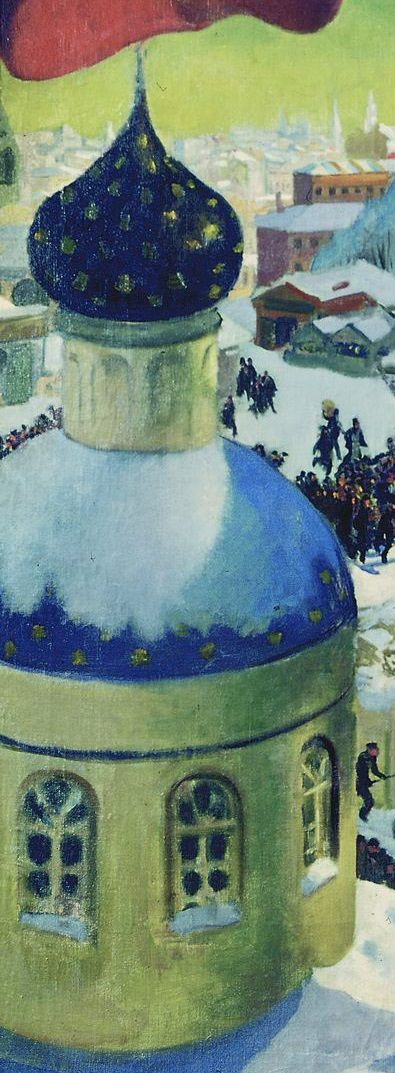
Церковь «Большевика»

По мнению нескольких критиков, большевик горящим, фанатичным взглядом смотрит в сторону маленькой, умалённой и униженной церквушки, задавленной его гигантской фигурой. В прежних картинах Кустодиев придавал церквям уютную и величественную красоту, сообразно высказыванию самого художника, как-то записанному Воиновым: «Церковь на моей картине — моя подпись». По трактовке Карякина, большевик, идя на церковь, личный мир Кустодиева, «идет на художника, его хочет стереть с лица земли». Некоторые критики считали, что церковь стала на пути большевика как последний «символ самодержавия, верная хранительница старых порядков», которую он легко переступит как раньше перешагивал дома, как растаптывал всё прежде. Однако эту интерпретацию образа искусствовед Илья Зильберштейн считал небогатой, засомневавшись в том, что церковь оказалась лишь «последней преградой» на пути большевика, буквально «поднявшегося во весть рост» в дни Октябрьской революции. По выражению Воинова, «большевик движется на церковь» будто «красный призрак», который «опьяняет и увлекает за собой массы»; в этом по мнению критиков можно разглядеть отсылку к чётко обозначенному к моменту создания полотна отношению новой власти к религии. По свидетельству того же Воинова, в первоначальном варианте картины Кустодиев хотел изобразить на крыше церкви прячущихся в ужасе попа и дьякона, но под влиянием мнения жены передумал, отказавшись от этой довольно карикатурной идеи.
В данном полотне Кустодиев отказался от характерной для его дореволюционных картин декоративной расцветки. По композиции «Большевик» больше похож на «27 февраля 1917 года»: оба произведения представляют из себя зимние пейзажи. Однако в случае «Большевика», снег, являющийся любимым выразительным средством Кустодиева, померк до синевы от тени огромных фигуры и флага, сквозь складки которого проникают редкие всполохи солнечного света. Доминирующие на полотне красные и чёрные тона, благодаря которым «Большевик» приобретает победную монументальность, добавляют композиции ощущение бунтарства, бесконтрольности и стихийности, которыми наполнено «27 февраля 1917 года», во многом из-за собственных наивно романтических революционных представлений художника. Как отмечал Воинов, «чисто живописное достоинство картины превосходно — борьба синих теней с яркими лучами скользящего солнца, брызги света на заиндевевших деревьях, голубые тени на снегу».

## Восприятие и влияние

«Новая планета», Юон

«Большевик» оказался одним из самых первых, наиболее известных и значительных произведений тех лет, созданных на революционную тему при помощи аллегории и ставших классикой советского изобразительного искусства. По мнению Зильберштейна, данная картина занимает «исключительное место в творчестве Кустодиева», её отличает «убедительность яркой мысли и взволнованного чувства художника». Как писал Анатолий Дмитренко, «несмотря на известную наивность и некоторую надуманность решения», картина волнует «смелостью живописного, композиционного построения, искренностью, желанием художника откликнуться на события времени». Вместе с тем некоторые советские критики при оценке «Большевика» Кустодиева не упускали из виду «крамольный» своего рода «перепев его же сатирического рисунка 1905 года», что говорило о том, «насколько не в силах был понять Кустодиев пролетарского характера Октябрьской революции». Также отмечалось, что «революционная тематика трактовалась им в декоративно-стилизованной символике, что сообщало его творчеству этого периода мелкобуржуазный налёт», который очевиден в «Большевике», наделённом «ошибочным пониманием им русской революции как проявления неорганизованных, стихийных народных сил». Однако в реальности многие картины Кустодиева первых послереволюционных лет наполнены обобщёнными, романтическими и пафосными образами, передающими ощущение грандиозных перемен в стране и атмосферу радостного возбуждения. Подход Кустодиева, творчество которого вошло в стадию наивно-символической оценки революции, схож с методом Константина Юона, изобразившего в своей работе «Новая планета» (1921 год; 71 × 100,8 см; картон, темпера; Государственная Третьяковская галерея) по аналогии с миром космоса метафоричное разрушение старого строя и рождение нового советского государства. Проявившийся в «Большевике», по оценке Рафаила Кауфмана, жизнеутверждающий мотив, несмотря на всю его аллегоричность, позволил Кустодиеву создать несколько по-настоящему реалистичных картин революционного празднества, какими стали полотна «Праздник в честь 2-го конгресса Коминтерна 19 июля 1920 года. Демонстрация на площади Урицкого» (1921 год; 133 × 268 см; холст, масло; Государственный Русский музей) и «Ночной праздник на Неве» (1923 год; 107 × 216 см; холст, масло; Государственный центральный музей современной истории России).

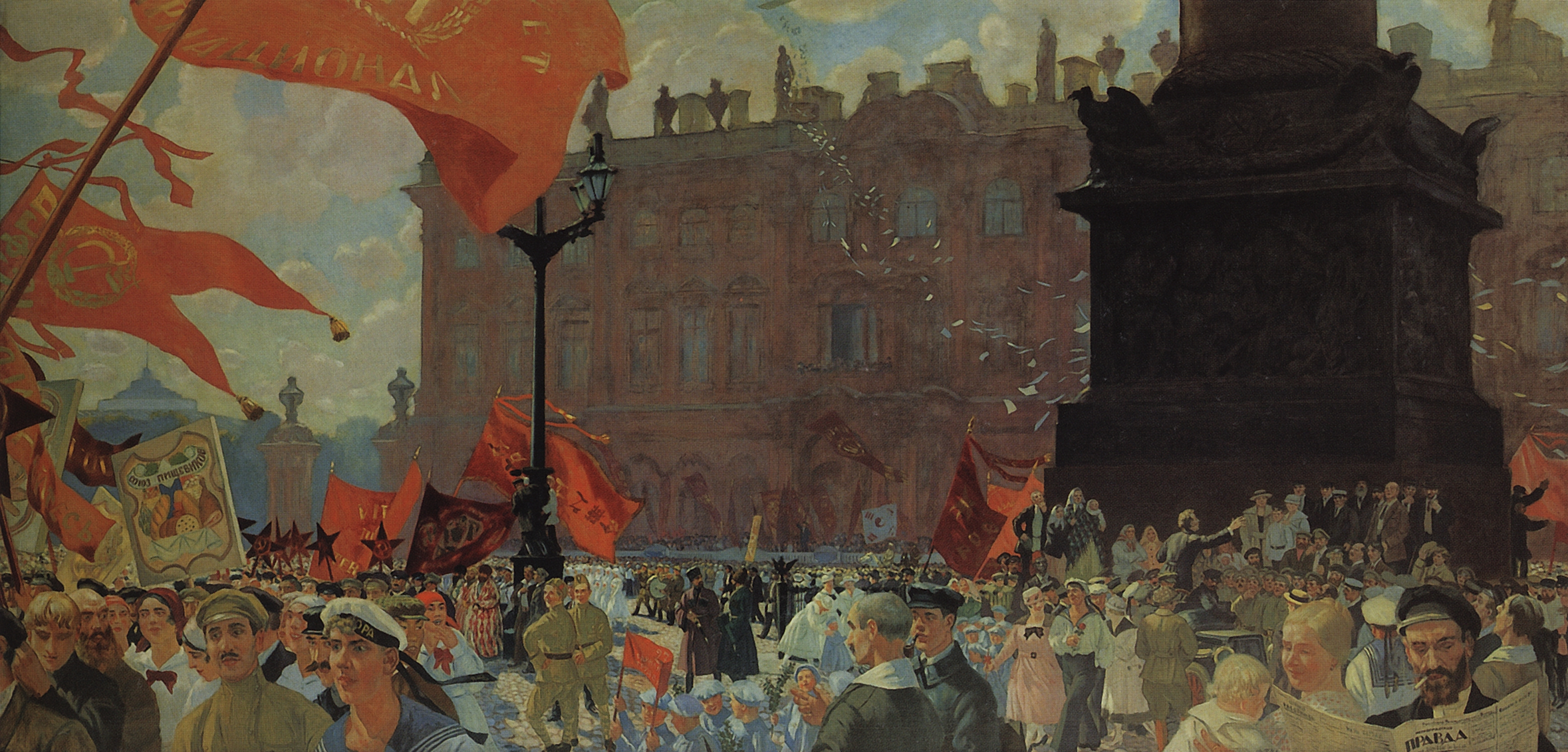
«Праздник в честь 2-го конгресса Коминтерна…»
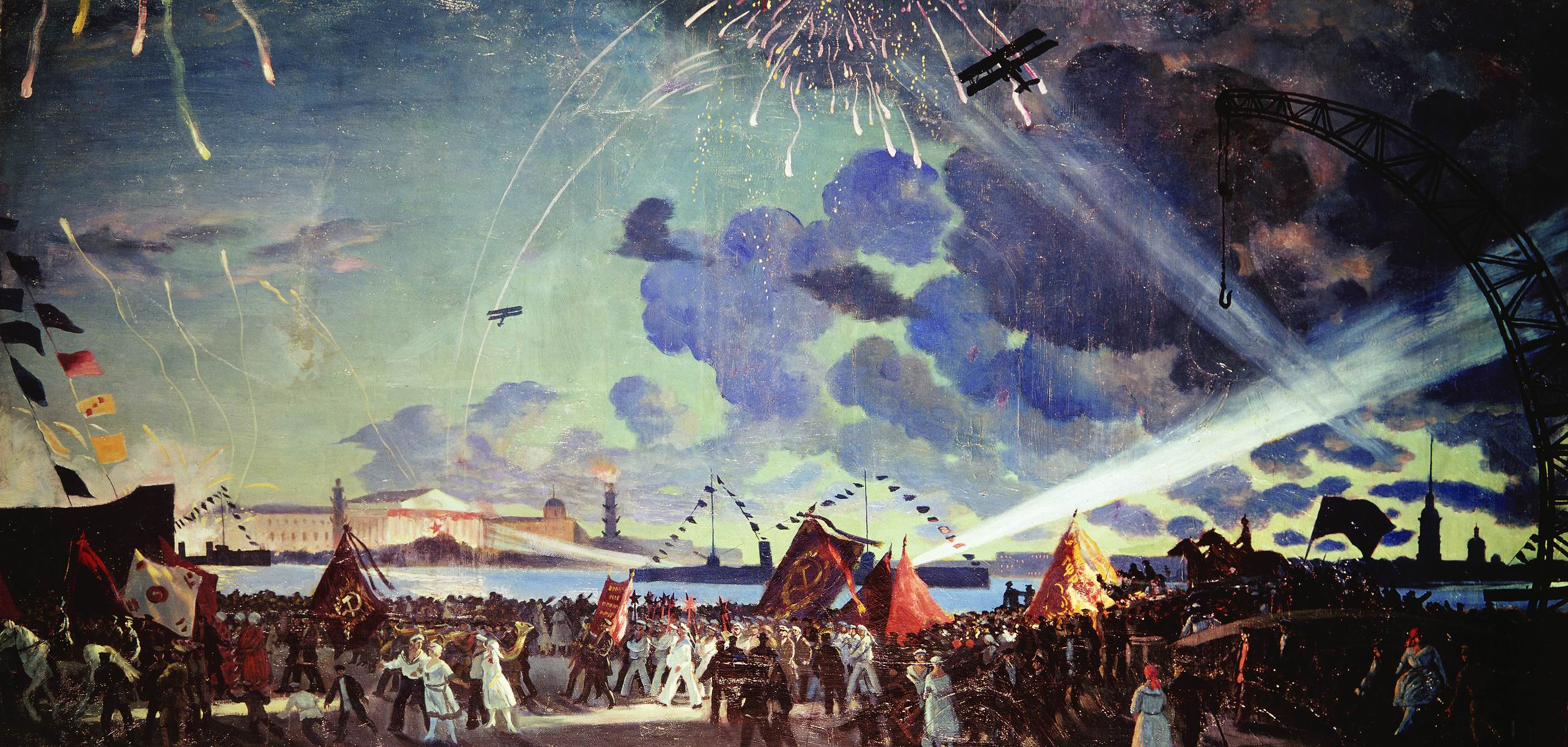
«Ночной праздник на Неве»

## Судьба
Закончив работу над картиной, Кустодиев не сразу отправил её на выставку, побоявшись того, что её сочтут идеологической провокацией по отношению к власти. Впервые «Большевик» экспонировался лишь в 1923 году, на 4-й выставке Ассоциации художников революционной России, куда художник вступил в том же году. В том же году Кустодиев предложил «Большевика» организаторам выставки картин и скульптур «Красная Армия. 1918—1923», посвящённой 5-летию Красной Армии. Он особо отметил свою готовность продать картину музею Красной Армии, и это предложение было принято с восторгом, которого Кустодиев не ожидал, так как, по-видимому, руководство музея увидело в «Большевике» иной смысл, чем тот, который был воплощён художником. Репродукция «Большевика» была опубликована в журналах «Красная новь» и «Всемирная иллюстрация», а саму картину редактор последнего издания Николай Шебуев объявил «самой сильной, яркой, талантливой, идейной» на всей выставке, охарактеризовав её сюжет так: «Колосс Рабочий с загорелым лицом и мозолистыми руками шагает по трупам изгнившего, изжившего мира». В 1924 году Кустодиев отдал шесть своих работ на XIV Международную выставку искусств в Венеции, где «Большевик» значился под ещё более красноречивым названием — «Триумфатор». После смерти Кустодиева, последовавшей в 1927 году в возрасте всего 49 лет, «Большевик» экспонировался на выставках, организованных Русским музеем и Третьяковской галереей. В 1954 году картина была передана из Центрального музея Советской Армии в Государственную Третьяковскую галерею в Москве, где и находится в настоящее время. В 2017 году «Большевик» экспонировался на выставке в Королевской академии художеств в Лондоне, посвящённой искусству, рождённому Октябрьской революцией, причём репродукция картины была помещена на плакат выставки.

## Отражение в культуре

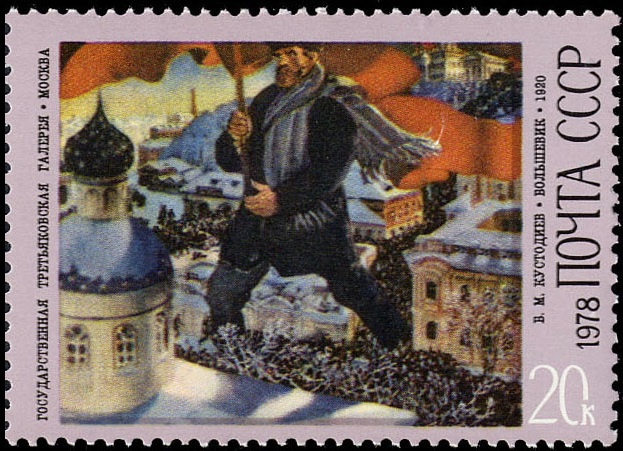
Почтовая марка «Большевик»

В 50-ю годовщину Октябрьской революции репродукция картины «Большевик» была помещена на цветную обложку первого номера журнала «Огонёк» за 1967 год.
В 1978 году в серии «100 лет со дня рождения Б. М. Кустодиева (1878—1927)», включавшей в себя пять почтовых марок и блок, была выпущена марка с репродукцией картины «Большевик».

## Комментарии
1. ↑  Под соседкой-помещицей понимается «жена профессора университета» Мария Федоровна Поленова, помогавшая жене Кустодиева, Юлии Евстафьевне, с родами[22].
2. ↑  Сообщение о смерти актрисы Елены Александровны Полевицкой оказалось ложным[22].